# Хуссейн Фадель
Хуссейн Фадель (араб. حسين فاضل عبد الله معتوق, нар. 9 жовтня 1984, Ель-Кувейт) — кувейтський футболіст, захисник клубу «Аль-Вахда» (Абу-Дабі).
Виступав також за клуб «Аль-Кадісія», а також національну збірну Кувейту.

## Клубна кар'єра
У дорослому футболі дебютував 2003 року виступами за команду клубу «Аль-Кадісія», в якій провів десять сезонів, взявши участь у 104 матчах чемпіонату. За цей час виграв з командою шість чемпіонств, п'ять національних кубків та один суперкубок. В серпні 2012 року був запрошений в англійський «Ноттінгем Форест», але контракт між ними не був підписаний.
До складу клубу «Аль-Вахда» (Абу-Дабі) приєднався 2013 року. Відтоді встиг відіграти за еміратську команду 33 матчі в національному чемпіонаті.

## Виступи за збірну
2008 року дебютував в офіційних матчах у складі національної збірної Кувейту.
У складі збірної був учасником кубка Азії 2011 року у Катарі та кубка Азії 2015 року в Австралії. На австралійському турнірі Фадель став автором першого голу, забивши його на 8-й хвилині матчу у ворота господарів турніру. Також Хуссейн в тому матчі на 19-й хвилині отримав першу жовту картку турніру.
Наразі провів у формі головної команди країни 54 матчі, забивши 4 голи.

### Голи за збірну
| # | Дата           | Місце                                    | Противник      | Рахунок | Результат | Змагання                |
| - | -------------- | ---------------------------------------- | -------------- | ------- | --------- | ----------------------- |
| 1 | 13 липня 2011  | Національний стадіон, Амман, Йорданія    | Ірак           | 2:0     | 2:0       | Товариський матч        |
| 2 | 6 вересня 2011 | Ель-Кувейт, Кувейт                       | Південна Корея | 1:1     | 1:1       | Кваліфікація на ЧС-2014 |
| 3 | 6 лютого 2013  | Раджамангала, Банкок, Таїланд            | Таїланд        | 2:0     | 3:1       | Кваліфікація на КА-2015 |
| 4 | 9 січня 2015   | Прямокутний стадіон, Мельбурн, Австралія | Австралія      | 0:1     | 4:1       | Кубок Азії 2015         |

## Досягнення
- Чемпіон Кувейту: 2003/04, 2004/05, 2008/09, 2009/10, 2010/11, 2011/12, 2015/16
- Володар Кубка Федерації Кувейту: 2007/2008, 2008/2009, 2010/2011
- Володар Кубка Еміра: 2003/04, 2006/07, 2009/10, 2011/12, 2012/13
- Володар Суперкубка Кувейту: 2009, 2011
- Володар Клубного кубку чемпіонів Перської затоки: 2005
- Переможець Кубка націй Перської затоки: 2010